# Xestia budensis
Xestia budensis là một loài bướm đêm trong họ Noctuidae.